# Linariantha
Linariantha, monotipični biljni rod iz porodice primogovki smješten u tribus Justicieae, dio potporodice Acanthoideae. Jedina vrsta je L. bicolor, endem sa sjevera Bornea. Opisan je u Notes from the Royal Botanic Garden, Edinburgh 26: 328. 1965. 